# Nick Chinlund
Zareh Nicholas Chinlund, detto Nick (New York, 18 novembre 1961), è un attore statunitense.

## Biografia
È figlio del reverendo episcopale Stephen J. Chinlund (1934–2020), noto fautore della funzione rieducativa della pena nominato presidente del Garante diritti dei detenuti dello stato di New York dal 1976 al 1981 nonché direttore di organizzazioni caritatevoli come l'Episcopal Social Services, e della sua seconda moglie, la psicologa Caroline Cross. Ha un fratello minore, lo scenografo James Chinlund, e una sorella, Sarah.
Laureatosi all'Università Brown, dov'era amico di John Fitzgerald Kennedy Jr., è costretto ad abbandonare la pallacanestro dopo un infortunio alla schiena, che gli lascia anche una profonda cicatrice sulla spalla sinistra, dedicandosi quindi alla recitazione.

### Carriera
L'«inconfondibile voce roca» e lo sguardo penetrante secondo il sito web dedicato al cinema di genere CHUD.com, in contrasto con l'aspetto da «giovanotto normale, dalla faccia pulita» secondo lo sceneggiatore e produttore televisivo Chris Carter, l'hanno reso un caratterista assai richiesto per ruoli inquietanti e da cattivo al cinema e in TV, solitamente come tirapiedi dell'antagonista principale.
Ha cominciato la sua carriera negli anni '90 con ruoli di questo tipo in film come Arma letale 3 (1992) e L'eliminatore - Eraser (1996). Si è fatto notare per la prima volta dal pubblico nel 1995 come "mostro della settimana" nel 13º episodio della seconda stagione della serie TV  X-Files. La sua interpretazione di Donnie Pfaster, un serial killer necrofilo che prende di mira solo le donne dai capelli rossi e rapisce la protagonista Dana Scully (Gillian Anderson), gli è valsa il plauso della critica ed è rimasta una delle più riconoscibili della sua carriera: Entertainment Weekly ha scritto che l'episodio «si fonda interamente sull'interpretazione da accapponare la pelle» dell'attore, mentre IGN ha posizionato Chinlund al 7º posto nella classifica delle migliori guest star di tutta la serie, con TV Guide che ha eletto Pfaster "il più spaventoso" tra i mostri della settimana di quest'ultima. Chinlund avrebbe poi ripreso il personaggio nel 7º episodio della settima stagione.
Ad esso ha fatto seguire la sua parte di maggior profilo fino ad allora, quella del pluriomicida "Billy Manicomio" in Con Air (1997), un altro ruolo da tirapiedi del cattivo. Lo stesso anno, ha ricevuto il plauso della critica per la sua interpretazione da protagonista nel film indipendente A Brother's Kiss, vestendo i panni di un aspirante campione di pallacanestro. Al cinema ha interpretato anche Tim, uno dei poliziotti corrotti nella squadra di Alonzo (Denzel Washington), in Training Day (2001) e il mercenario "Toombs" in The Chronicles of Riddick (2004), a fianco di Vin Diesel. Era già stato diretto dal regista di quest'ultimo, David Twohy, in Below (2002), dove faceva un membro dell'equipaggio del sottomarino. I suoi ultimi due ruoli di rilievo sul grande schermo sono stati quello di un soldato ne L'ultima alba (2003) e del cattivo, Jacob McGivens, in The Legend of Zorro (2005), a seguito dei quali è apparso quasi solamente in TV o in film dedicati al mercato direct-to-video.
Sul piccolo schermo ha recitato in alcuni episodi di serie come 24, Buffy l'ammazzavampiri, Castle, Criminal Minds, CSI - Scena del crimine, Desperate Housewives, E.R. - Medici in prima linea, Ghost Whisperer, Law & Order - I due volti della giustizia, Una mamma per amica, The Mentalist, NCIS e I Soprano.

## Filmografia

### Attore

#### Cinema
- L'ambulanza (The Ambulance), regia di Larry Cohen (1990)
- Arma letale 3 (Lethal Weapon 3), regia di Richard Donner (1992)
- Caccia mortale (Joshua Tree), regia di Vic Armstrong (1993)
- Bad Girls, regia di Jonathan Kaplan (1994)
- Unveiled, regia di William Cole (1994)
- L'eliminatore - Eraser (Eraser), regia di Chuck Russell (1996)
- Con Air, regia di Simon West (1997)
- A Brother's Kiss, regia di Seth Zvi Rosenfeld (1997)
- Mr. Magoo, regia di Stanley Tong (1997)
- Delitti d'autore (Frogs for Snakes), regia di Amos Poe (1998)
- Chutney Popcorn, regia di Nisha Ganatra (1999)
- Auggie Rose, regia di Matthew Tabak (2000)
- Faccia a faccia (The Kid), regia di Jon Turteltaub (2000)
- 20/20 - Target criminale (Once in the Life), regia di Lawrence Fishburne (2000)
- Training Day, regia di Antoine Fuqua (2001)
- Amy's O - Finalmente l'amore (Amy's Orgasm), regia di Julie Davis (2001)
- Below, regia di David Twohy (2002)
- La regola delle 100 miglia (100 Mile Rule), regia di Brent Huff (2002)
- L'ultima alba (Tears of the Sun), regia di Antoine Fuqua (2003)
- The Chronicles of Riddick, regia di David Twohy (2004)
- Goodnight, Joseph Parker, regia di Dennis Brooks (2004)
- The Legend of Zorro, regia di Martin Campbell (2005)
- Ultraviolet, regia di Kurt Wimmer (2006)
- Sinner, regia di Marc Benardout (2007)
- Il quinto paziente (The Fifth Patient), regia di Amir Mann (2007)
- Toxic, regia di Alan Pao (2008)
- Ball Don't Lie, regia di Brin Hill (2008)
- Felon - Il colpevole (Felon), regia di Ric Roman Waugh (2008)
- Five Star Day, regia di Danny Buday (2010)
- The Chameleon, regia di Jean-Paul Salomé (2010)
- La vida precoz y breve de Sabina Rivas, regia di Luis Mandoki (2012)
- Need for Speed, regia di Scott Waugh (2014)
- Supremacy - La razza eletta (Supremacy), regia di Deon Taylor (2014)
- Close Range - Vi ucciderà tutti (Close Range), regia di Isaac Florentine (2015)
- La legge dei narcos (Mercury Plains), regia di Charles Burmeister (2016)
- American Violence, regia di Timothy Woodward Jr. (2017)
- All Roads to Perla, regia di Van Ditthavong (2019)
- Dinner in America, regia di Adam Rehmeier (2020)

#### Televisione
- NYPD - New York Police Department (NYPD Blue) – serie TV, episodio 2x08 (1994)
- Reform School Girl, regia di Jonathan Kaplan – film TV (1994)
- X-Files (The X-Files) – serie TV, episodi 2x13-7x07 (1995-2000)
- Rough Riders, regia di John Milius – film TV (1997)
- Squadra emergenza (Third Watch) – serie TV, 6 episodi (1999-2000)
- Una mamma per amica (Gilmore Girls) – serie TV, episodio 1x02 (2000)
- Un detective in corsia (Diagnosis: Murder) – serie TV, episodio 8x03 (2000)
- Buffy l'ammazzavampiri (Buffy the Vampire Slayer) – serie TV, episodi 5x09-5x10 (2000)
- Law & Order - I due volti della giustizia (Law & Order) – serie TV, episodi 11x01-14x08 (2000-2003)
- Il fuggitivo (The Fugitive) – serie TV, episodi 1x15-1x16 (2001)
- Walker Texas Ranger – serie TV, episodio 9x16 (2001)
- CSI - Scena del crimine (CSI: Crime Scene Investigation) – serie TV, episodi 2x12-10x13 (2001, 2010)
- Law & Order - Unità vittime speciali (Law & Order: Special Victims Unit) – serie TV, episodio 3x15 (2002)
- I Soprano (The Sopranos) – serie TV, episodio 4x03 (2002)
- Sleeper Cell – serie TV, episodio 1x08 (2005)
- Senza traccia (Without a Trace) – serie TV, episodio 4x14 (2006)
- Desperate Housewives – serie TV, 5 episodi (2005-2006)
- Conviction – serie TV, episodio 1x07 (2006)
- Ghost Whisperer - Presenze (Ghost Whisperer) – serie TV, episodio 2x03 (2006)
- Criminal Minds – serie TV, episodio 2x17 (2007)
- Il cacciatore di taglie (Avenging Angel), regia di David S. Cass Sr. – film TV (2007)
- Cane – serie TV, episodio 1x08 (2007)
- NCIS - Unità anticrimine (NCIS) – serie TV, episodio 5x16 (2008)
- Street Warrior, regia di David Jackson – film TV (2008)
- 24 – serie TV, episodi 7x01-7x02 (2009)
- E.R. - Medici in prima linea (ER) – serie TV, episodio 15x13 (2009)
- Il demone dei ghiacci (Wyvern), regia di Steven R. Monroe – film TV (2009)
- Castle – serie TV, episodio 1x07 (2009)
- The Philanthropist – serie TV, episodio 1x05 (2009)
- CSI: NY – serie TV, episodio 6x06 (2009)
- The Mentalist – serie TV, episodio 2x10 (2009)
- Dr. House - Medical Division (House, M.D.) – serie TV, episodio 6x11 (2010)
- Human Target – serie TV, episodio 2x05 (2010)
- The Whole Truth – serie TV, episodio 1x12 (2011)
- Law & Order: Criminal Intent – serie TV, episodio 10x04 (2011)
- Criminal Minds: Suspect Behavior – serie TV, episodio 1x13 (2011)
- How to Make It in America – serie TV, episodi 2x06-2x07-2x08 (2011)
- Grimm – serie TV, episodio 1x12 (2012)
- Made in Jersey – serie TV, episodio 1x04 (2012)
- 666 Park Avenue – serie TV, 4 episodi (2012)
- Golden Boy – serie TV, episodio 1x04 (2013)
- Perception – serie TV, episodio 2x03 (2013)
- Hostages – serie TV, episodio 1x12 (2013)
- Unforgettable – serie TV, episodio 2x12 (2014)
- General Hospital – serial TV, 1 puntata (2014)
- NCIS: Los Angeles – serie TV, episodio 7x10 (2015)
- Major Crimes – serie TV, episodio 5x09 (2016)
- Training Day – serie TV, episodi 1x12-1x13 (2017)
- The Orville – serie TV, episodi 2x09-3x09 (2019-2022)
- Godfather of Harlem – serie TV, episodi 1x02-3x03-3x04 (2019-2023)
- American Horror Story – serie TV, episodio 9x06 (2019)
- The Terminal List – serie TV, 5 episodi (2022)
- The Chosen – serie TV, episodi 4x01-4x08 (2024)

### Doppiatore
- Swat Kats (SWAT Kats: The Radical Squadron) – serie TV, episodio 2x05-2x10 (1994)
- Capitan Planet e i Planeteers (Captain Planet and the Planeteers) – serie TV, episodio 6x02 (1996)
- Mortal Kombat: Defenders of the Realm – serie TV, episodio 1x08 (1996)
- Le avventure di Jonny Quest (The Real Adventures of Jonny Quest) – serie TV, episodio 2x04 (1996)
- The Chronicles of Riddick: Dark Fury – direct-to-video (2004)
- TimeShift – videogioco (2007)
- Young Justice – serie TV, 12 episodi (2011-2021)
- Young Justice: Legacy – videogioco (2013)

## Doppiatori italiani
Nelle versioni in italiano delle opere in cui ha recitato, Nick Chinlund è stato doppiato da:
- Pasquale Anselmo in Mr. Magoo, I Soprano, The Legend of Zorro, Desperate Housewives, The Terminal List
- Fabrizio Temperini in X-Files, NCIS - Unità anticrimine, Criminal Minds: Suspect Behavior, Close Range
- Alberto Angrisano in The Chronicles of Riddick, The Godfather of Harlem
- Antonio Angrisano in Sleeper Cell, E.R. - Medici in prima linea
- Massimo Lodolo in Law & Order - Unità vittime speciali, Ultraviolet
- Maurizio Fardo in Arma letale 3
- Ennio Coltorti in Con Air
- Vittorio De Angelis in L'eliminatore - Eraser
- Vittorio Guerrieri in Buffy l'ammazzavampiri
- Luca Ward in Law & Order - I due volti della giustizia (ep. 11x01)
- Franco Mannella in Training Day
- Rodolfo Bianchi in Bad Girls
- Maurizio Reti in Walker Texas Ranger
- Angelo Nicotra in Below
- Mario Bombardieri in La regola delle 100 miglia
- Loris Loddi ne L'ultima alba
- Marco Mete in CSI - Scena del crimine (ep. 10x13)
- Simone Mori in Ghost Whisperer - Presenze
- Luciano Roffi in Criminal Minds
- Massimo De Ambrosis in Felon - Il colpevole
- Valerio Sacco in 24
- Antonio Palumbo in Castle
- Francesco Prando in The Mentalist
- Davide Marzi in CSI: NY
- Luca Biagini in Dr. House - Medical Division
- Domenico Brioschi in Law & Order: Criminal Intent
- Stefano Benassi in How to Make It in America
- Gerolamo Alchieri in Unforgettable
- Gianni Giuliano in Need for Speed
- Luigi Ferraro in Perception
- Gino La Monica in Golden Boy
- Stefano Santerini in Major Crimes
- Christian Iansante in NCIS: Los Angeles
- Andrea Ward in La legge dei Narcos
- Guido Di Naccio in The Orville (ep. 2x09)
- Alessandro Ballico in American Horror Story
- Luca Dal Fabbro in The Chosen